# Callicarpa formosana
Tử châu Đài Loan hay Đỗ Hồng hoa (danh pháp hai phần:Callicarpa formosana) là một loài thực vật có hoa trong họ Hoa môi. Loài này được Rolfe mô tả khoa học đầu tiên năm 1882.

## Hình ảnh

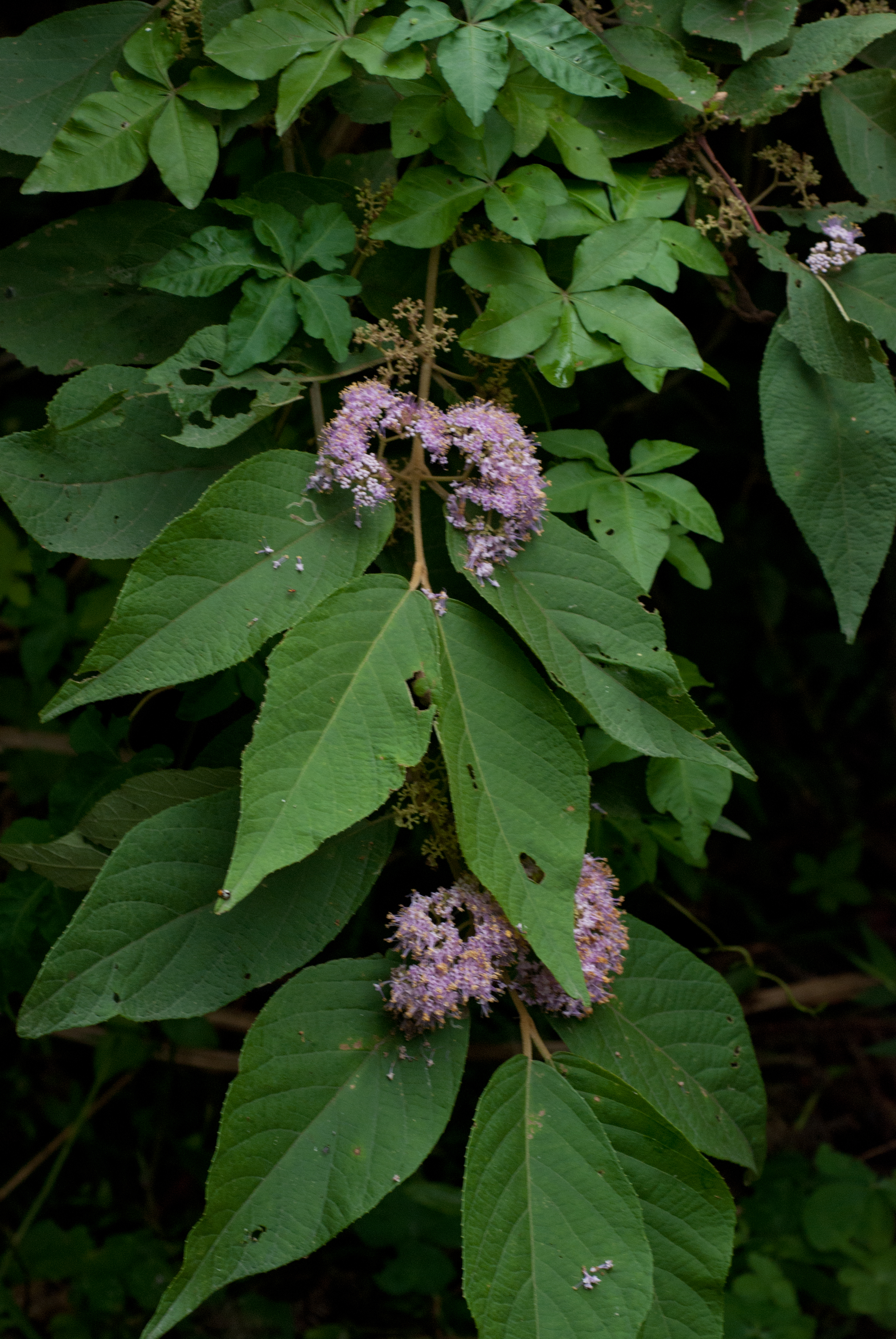
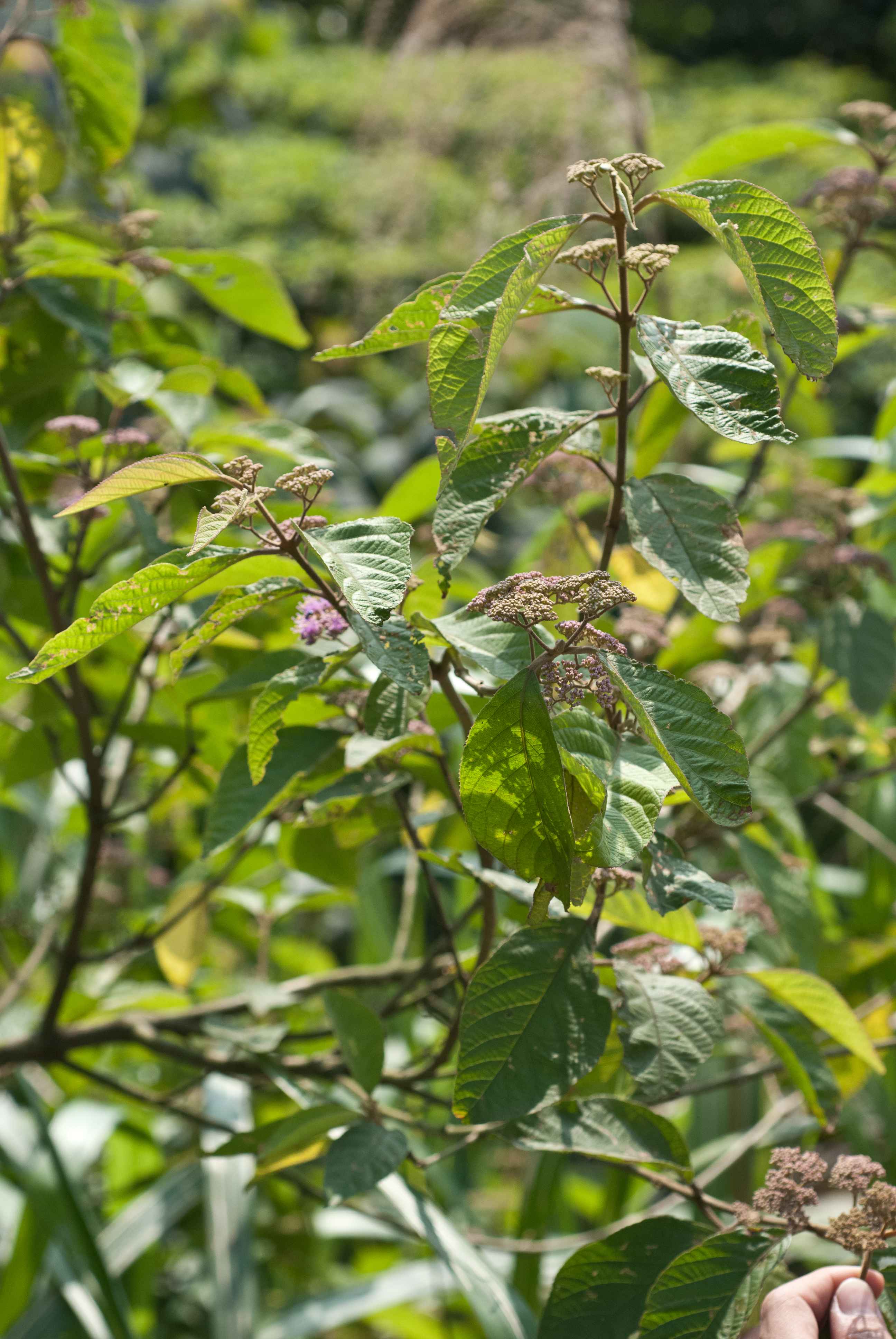
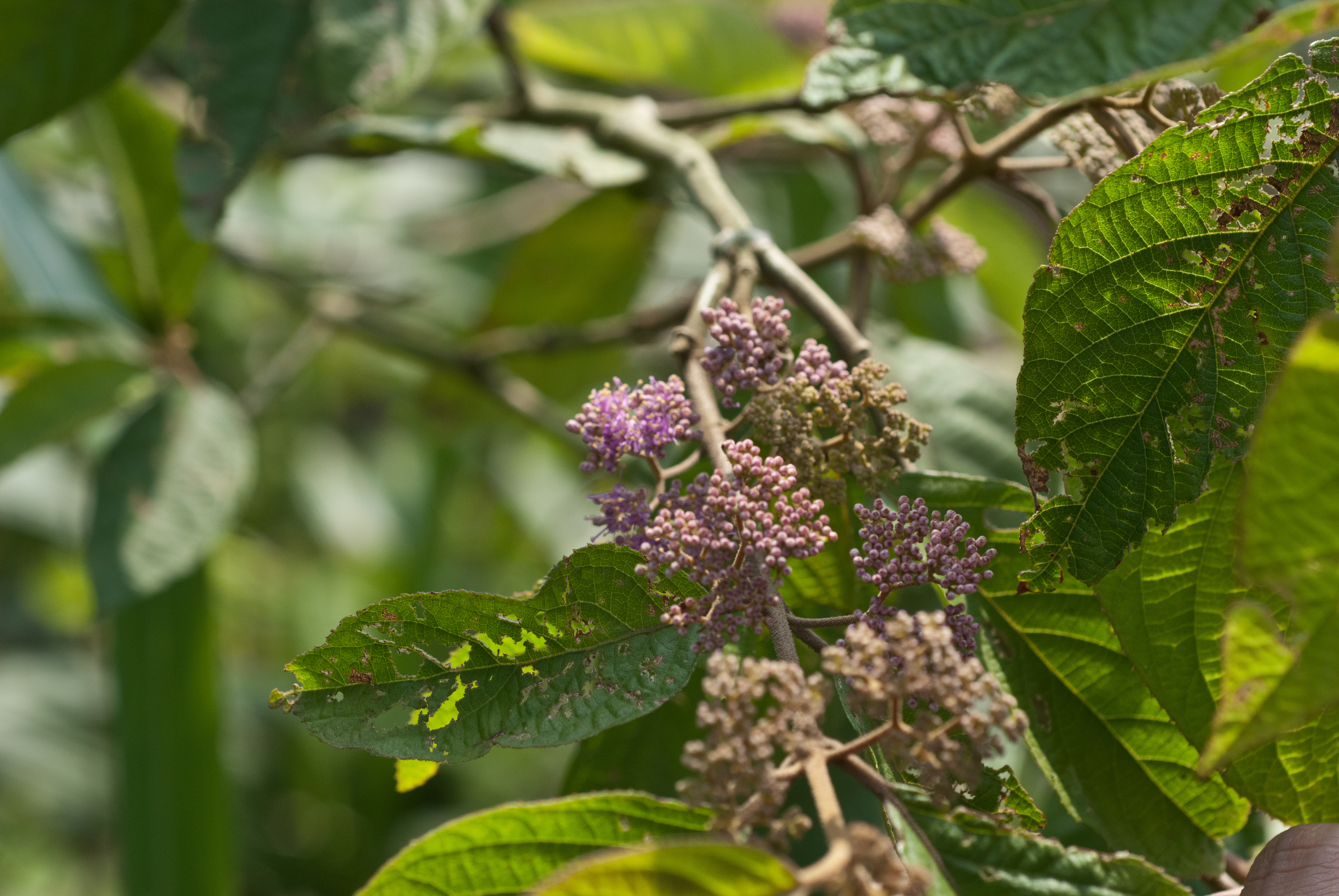
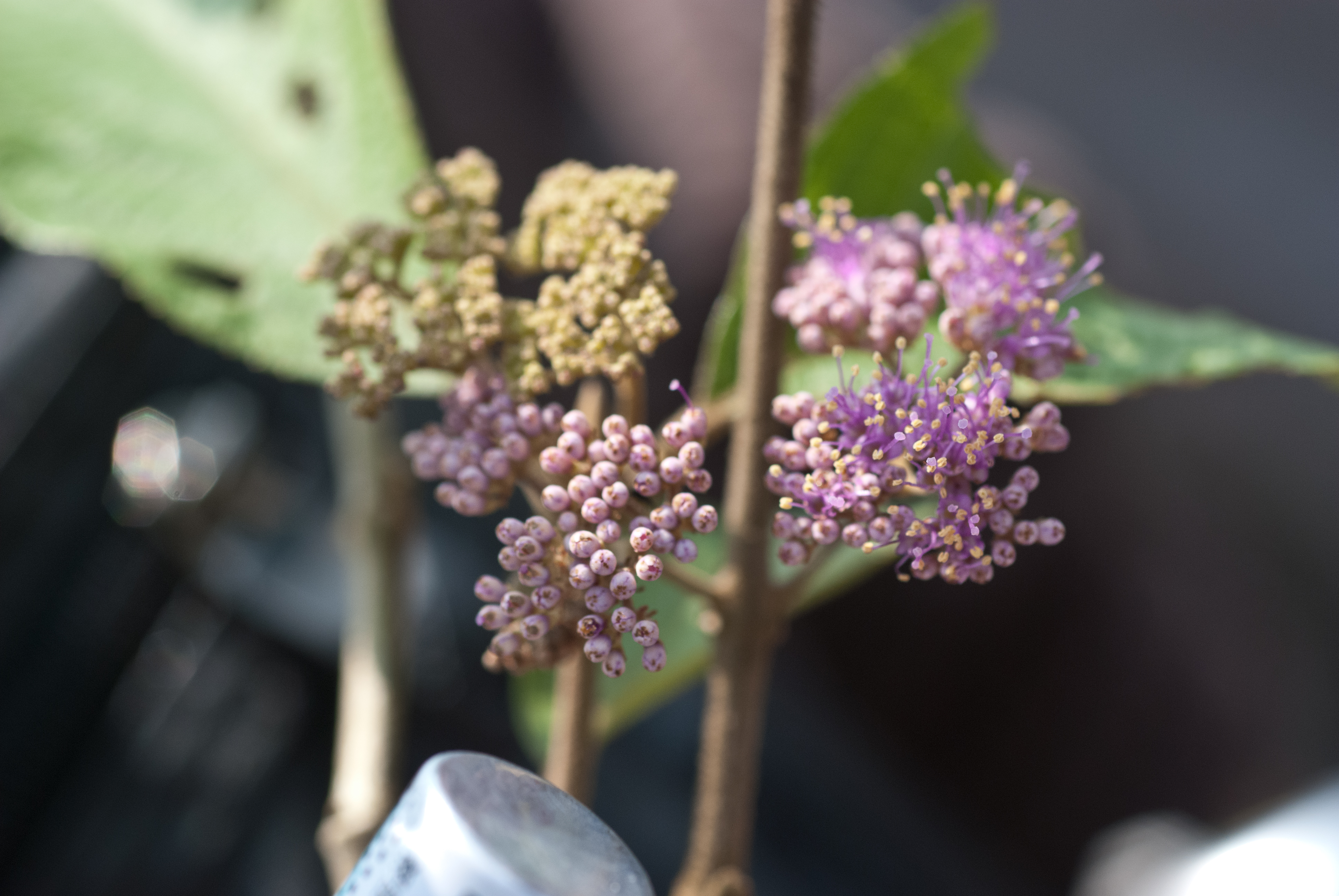